# Atabey (Isparta)
Pour les articles homonymes, voir Atabey.
Atabey est une ville et un district de la province d'Isparta dans la région méditerranéenne en Turquie.